# Dasylepida nana
Dasylepida nana är en skalbaggsart som beskrevs av Sharp 1876. Dasylepida nana ingår i släktet Dasylepida och familjen Melolonthidae. Inga underarter finns listade i Catalogue of Life.